# Камби, Карлотта
Карлотта Камби (итал. Carlotta Cambi; род. 28 мая 1996, Сан-Миниато, провинция Пиза, область Тоскана, Италия) — итальянская волейболистка, связующая. Олимпийская чемпионка 2024.

## Биография
Родилась в Сан-Миниато провинции Пиза, но выросла в Монтополи-ин-Валь-д’Арно той же провинции, куда переехала с семьёй в детстве. Там же начала заниматься волейболом.
Профессиональная карьера Камби началась в 2011 году в команде «Мачери Кашиавола» из города Кашина, где спортсменка на протяжении одного сезона выступала в серии В1 чемпионата Италии. С 2012 играла за столичную «Воллейро Казаль-де-Пацци» в серии В1, с 2014 — за «Бакери» (Пьяченца) в серии А2, а в 2015 дебютировала в серии А1 итальянского национального первенства, заключив контракт с «Поми» из Казальмаджоре, в составе которой в сезоне 2015—2016 стала обладателем Суперкубка Италии и выиграла Лигу чемпионов ЕКВ. В 2016—2017 выступала за «Игор Горгондзолу» из Новары, выиграв с ней «золото» чемпионата страны. После 2017 года играла за команды из Пезаро, Бергамо, Кунео, Сан-Кашано, а в январе 2023 вернулась в Новару, но после окончания сезона перешла в «Пинероло».
D 2013—2015 Камби выступала за различные юниорские сборные Италии. Серебряный призёр чемпионата Европы среди девушек 2013, бронзовый призёр молодёжного чемпионата мира 2015. 2016 году дебютировала в составе национальной сборной Италии в Мировом Гран-при. В 2018 стала серебряным призёром чемпионата мира, но в последующие 5 лет в сборную не привлекалась.
Серебряный призёр летней Универсиады 2019, проходившей в Неаполе. 
В 2024 новый главный тренер национальной команды Италии Хулио Веласко включил Камби в состав сборной, в составе которой в том же году спортсменка выиграла «золото» Олимпийских игр и Лиги наций.

### Клубная карьера
- 2011—2012 —  «Мачери Кашиавола» (Кашина);
- 2012—2014 —  «Воллейро Казаль-де-Пацци» (Рим);
- 2014—2015 —  «Бакери» (Пьяченца);
- 2015—2016 —  «Поми» (Казальмаджоре);
- 2016—2017 —  «Игор Горгондзола» (Новара);
- 2017—2018 —  «Чичеро Воллей» (Пезаро);
- 2018—2019 —  «Дзанетти» (Бергамо);
- 2019—2020 —  «Сан-Бернардо» (Кунео);
- 2020—2022 —  «Иль Бизонте Фиренце» (Сан-Кашано-ин-Валь-ди-Пеза);
- 2023 —  «Игор Горгондзола» (Новара);
- 2023—2025 —  «Пинероло» (Пинероло);
- с 2025 —  «Игор Горгондзола» (Новара).

## Достижения

### Со сборными Италии
- Олимпийская чемпионка 2024.
- серебряный призёр чемпионата мира 2018.
- двукратная чемпионка Лиги наций — 2024, 2025.
- серебряный призёр летней Универсиады 2019.
- бронзовый призёр молодёжного чемпионата мира 2015.
- серебряный призёр чемпионата Европы среди девушек 2013.

### С клубами
- чемпионка Италии 2017.
- обладатель Суперкубка Италии 2015.
- победитель Лиги чемпионов ЕКВ 2016.